# Yotuel Romero
Pour les articles homonymes, voir Romero.
Yotuel Romero,,, né le 6 octobre 1976 à La Havane, est un rappeur, musicien et acteur cubain. 
Il est l'un des membres du groupe de hip-hop Orishas, qui a annoncé son retour au début de 2016.

## Biographie
Yotuel Omar Manzanárez Romero, né le 6 octobre 1976 à La Havane, à Cuba.
Son prénom est une combinaison des pronoms personnels espagnols yo (je), tú (tu) et él (il).

## Carrière
Yotuel Romero se lance dans le rap très jeune. À 18 ans, il forme avec ses amis Hiram Riveri (aka Ruzzo) et Joel Pando le groupe Amenaza. Après cette expérience peu concluante, il se consacre au théâtre et à la télévision. En 1996, Liván Núñez, un chanteur cubain résidant en France, s'intéresse au groupe Amenaza.
En 1999, il fonde le groupe Orishas, avec Ruzzo Riveri et Roldán González Rivero, qui reste actif jusqu'en 2009.
Entre 2002 et 2004, Yotuel joue dans la série télévisée espagnole Un, dos, tres, dans laquelle il incarne Pavel. En 2003, il participe au film Bad Boys II. On peut aussi le voir en duo avec Beatriz Luengo sur Hit Lerele et Como tú no hay 2.
En 2010, il participe au film Le Bal de la Saint Jean. En avril 2016, le groupe Orishas annonce son retour pour un album.
En février 2021, Yotuel Romero, associé à Descemer Bueno, au duo Gente de Zona et aux rappeurs Maykel Osorbo et El Funky, interprète  sur les réseaux sociaux Patria y vida. Ce titre prend le contrepied du slogan révolutionnaire Patria o Muerte pour dénoncer 60 ans de dictature communiste à Cuba. En 72 heures le clip fait un million de vues sur YouTube et devient viral sur les réseaux sociaux cubains ,.

## Vie privée
Depuis septembre 2003, Yotuel est le compagnon de l'actrice, chanteuse et danseuse espagnole, Beatriz Luengo,  rencontrée sur le tournage de la série Un, dos, tres la même année. 
Ils se sont mariés le 16 novembre 2008. Ils sont parents deux enfants, un petit garçon prénommé DiAngelo né le 20 août 2015, et une petite fille prénomée Zoé, née le 11 avril 2021.
Yotuel a un fils, prénommé Yotuelito (né en juin 2000) suite d'une union précédente.

## Filmographie
- 2003-2004 : Un, dos, tres : Pavel
- 2004 : Perfecto amor equivocado : Leoncio
- 2006 : Hospital Central
- 2008 : Radio Love
- 2010 : El Baile de San Juan : Jacinto
- 2015 : El Acompañante